# Абер, Алессандро
Алессандро Абер (англ. Alessandro Haber; род. 19 января 1947, Болонья) — итальянский актёр, режиссёр и певец.

## Биография
Алессандро Абер родился 19 января 1947 года в Болонье в еврейской семье. Детство будущего артиста прошло в Израиле.
Дебют Абера в кино состоялся в 1967 году в фильме «Китай близко» Марко Беллоккьо. Свою первую главную роль он исполнил в фильме «Regalo di Natale» Пупи Авати.
В 2003 году Абер единственный раз выступил в роли режиссёра, сняв фильм «Scacco pazzo». С 2006 года он гастролирует вместе с театром в качестве актёра.
Абер выиграл три награды «Серебряная лента» и одну награду «Давид ди Донателло». В 2021 году актёр также был награждён специальной звездой премии «Серебряная лента».
Как певец он выпустил три альбома. Его самым большим успехом стал сингл «La valigia dell'attore», написанный для него Франческо Де Грегори.
В июне 2011 года Абер оказался замешанным в скандале, когда он попытался поцеловать актрису Лючию Лавиа на сцене во время репетиции в театре, а она дала ему пощечину. В ответ Абер дал ей пощечину, обвинив в «холодности». После вмешательства их адвокатов театр вынудил Абера покинуть постановку, в которой его заменил Франко Бранчиароли.
В 2017 году он интерпретировал поэзию Габриэле Тинти, озвучив произведения в Национальном археологическом музее Неаполя и в Капитолийских музеях.